# حي المزار (مسلسل)
حي المزار مسلسل سوري - تأليف: د. زهير براق ود.واهة سيسريان ويوسف طافش والمعالجة الدرامية والإخراج علاء الدين كوكش
ومن الممثلين المشاركين في العمل الممثل الراحل عبد الرحمن حمود والممثلة رندة مرعشلي  والممثلة ليليا الأطرش والممثل رضوان عقيلي وعدد من الممثلات والممثلين السوريين.